# Lepidostoma
Lepidostoma is een  geslacht van schietmotten uit de familie Lepidostomatidae. De wetenschappelijke naam van het geslacht is voor het eerst geldig gepubliceerd door Jules Pierre Rambur in 1842.  De typesoort is Lepidostoma squamulosum, door Rambur beschreven in zijn werk uit 1842; dit is later beschouwd als een synoniem voor Lepidostoma hirtum (Fabricius, 1775).

## Soorten
Lepidostoma is een omvangrijk geslacht, dat honderden soorten telt.
- Lepidostoma abbreviatum
- Lepidostoma abruptum
- Lepidostoma acarola
- Lepidostoma acutum
- Lepidostoma albardanum
- Lepidostoma albicorne
- Lepidostoma amamiense
- Lepidostoma americanum
- Lepidostoma angulatum
- Lepidostoma anorhepes
- Lepidostoma apache
- Lepidostoma apoanum
- Lepidostoma aporna
- Lepidostoma aprilius
- Lepidostoma arachosicum
- Lepidostoma arcuatum
- Lepidostoma armatum
- Lepidostoma assamense
- Lepidostoma astanea
- Lepidostoma atania
- Lepidostoma attenuatum
- Lepidostoma augustus
- Lepidostoma axis
- Lepidostoma aztecum
- Lepidostoma badakschanicum
- Lepidostoma baenzigeri
- Lepidostoma bakeri
- Lepidostoma basale
- Lepidostoma batumicum
- Lepidostoma baxea
- Lepidostoma belkisae
- Lepidostoma betteni
- Lepidostoma bhatarka
- Lepidostoma bibrochatum
- Lepidostoma bicolor
- Lepidostoma bidentatum
- Lepidostoma bifurcatum
- Lepidostoma bilobatum
- Lepidostoma bipertitum
- Lepidostoma bisculum
- Lepidostoma bispinatum
- Lepidostoma bosniaca
- Lepidostoma brachycerum
- Lepidostoma brevibifidum
- Lepidostoma brevipalpatum
- Lepidostoma brevipenne
- Lepidostoma brevius
- Lepidostoma breviusculum
- Lepidostoma brieni
- Lepidostoma brueckmanni
- Lepidostoma brunneum
- Lepidostoma bryanti
- Lepidostoma buceran
- Lepidostoma caffrariae
- Lepidostoma cantha
- Lepidostoma capreolus
- Lepidostoma carolina
- Lepidostoma carrolli
- Lepidostoma carvalhoi
- Lepidostoma cascadense
- Lepidostoma castalianum
- Lepidostoma catarina
- Lepidostoma ceratinon
- Lepidostoma cervicorne
- Lepidostoma chaldyrense
- Lepidostoma chiriquiense
- Lepidostoma chotta
- Lepidostoma cinereum
- Lepidostoma cisflavum
- Lepidostoma complicatum
- Lepidostoma compressum
- Lepidostoma conjunctum
- Lepidostoma convolutum
- Lepidostoma coreanum
- Lepidostoma cornigerum
- Lepidostoma cornutum
- Lepidostoma corollatum
- Lepidostoma costale
- Lepidostoma crassicorne
- Lepidostoma cratis
- Lepidostoma crenatum
- Lepidostoma curatium
- Lepidostoma curtipendulum
- Lepidostoma daabanum
- Lepidostoma dafila
- Lepidostoma daidalion
- Lepidostoma darfurense
- Lepidostoma deceptivum
- Lepidostoma delongi
- Lepidostoma denningi
- Lepidostoma dentatum
- Lepidostoma destructum
- Lepidostoma diehli
- Lepidostoma diespiter
- Lepidostoma differens
- Lepidostoma digitatum
- Lepidostoma directum
- Lepidostoma divaricatum
- Lepidostoma djerkuanum
- Lepidostoma doehleri
- Lepidostoma doligung
- Lepidostoma dolphinus
- Lepidostoma dsungaricum
- Lepidostoma dubitans
- Lepidostoma dui
- Lepidostoma dulitense
- Lepidostoma ebenacanthus
- Lepidostoma ectopium
- Lepidostoma edwardsi
- Lepidostoma elaphodes
- Lepidostoma elongatum
- Lepidostoma emarginatum
- Lepidostoma epher
- Lepidostoma erech
- Lepidostoma erectum
- Lepidostoma ermanae
- Lepidostoma errigena
- Lepidostoma esau
- Lepidostoma esban
- Lepidostoma etnieri
- Lepidostoma excavatum
- Lepidostoma excelsius
- Lepidostoma ezer
- Lepidostoma februarium
- Lepidostoma ferox
- Lepidostoma fischeri
- Lepidostoma flavum
- Lepidostoma flexulum
- Lepidostoma flinti
- Lepidostoma foliatum
- Lepidostoma forcipulatum
- Lepidostoma fraternum
- Lepidostoma frontale
- Lepidostoma frosti
- Lepidostoma fui
- Lepidostoma fuscatum
- Lepidostoma fuscum
- Lepidostoma gad
- Lepidostoma ganesa
- Lepidostoma gigitaring
- Lepidostoma girgas
- Lepidostoma glenni
- Lepidostoma gomer
- Lepidostoma grana
- Lepidostoma grande
- Lepidostoma griseum
- Lepidostoma hamatum
- Lepidostoma heterolepidium
- Lepidostoma heveli
- Lepidostoma hirtum
- Lepidostoma hiurai
- Lepidostoma hokurikuense
- Lepidostoma holzschuhi
- Lepidostoma hoodi
- Lepidostoma horridum
- Lepidostoma huangi
- Lepidostoma huaynamdang
- Lepidostoma iamba
- Lepidostoma ianus
- Lepidostoma inconspicuum
- Lepidostoma inequale
- Lepidostoma inerme
- Lepidostoma inferius
- Lepidostoma inops
- Lepidostoma inthanon
- Lepidostoma iranicum
- Lepidostoma iriomotense
- Lepidostoma itoae
- Lepidostoma ixtlahuaca
- Lepidostoma jacobsoni
- Lepidostoma japenensis
- Lepidostoma japonicum
- Lepidostoma jewetti
- Lepidostoma kamba
- Lepidostoma kanbaranum
- Lepidostoma kanda
- Lepidostoma kantoense
- Lepidostoma karagraha
- Lepidostoma kasachstanicum
- Lepidostoma kasugaense
- Lepidostoma kaswabilenga
- Lepidostoma katangae
- Lepidostoma kellyi
- Lepidostoma kephalos
- Lepidostoma khasianum
- Lepidostoma khorassanicum
- Lepidostoma kimminsi
- Lepidostoma kimsa
- Lepidostoma kivuense
- Lepidostoma knulli
- Lepidostoma kojimai
- Lepidostoma kornmanni
- Lepidostoma koutchik
- Lepidostoma kumanoense
- Lepidostoma kumanskii
- Lepidostoma kunigamiense
- Lepidostoma kurseum
- Lepidostoma kyllaros
- Lepidostoma labdakos
- Lepidostoma lacinatum
- Lepidostoma laeve
- Lepidostoma lanca
- Lepidostoma lannaense
- Lepidostoma latipenne
- Lepidostoma latona
- Lepidostoma latum
- Lepidostoma lenta
- Lepidostoma leonilae
- Lepidostoma lescheni
- Lepidostoma leukothoe
- Lepidostoma liba
- Lepidostoma liber
- Lepidostoma libitana
- Lepidostoma licola
- Lepidostoma ligulatum
- Lepidostoma lindbergi
- Lepidostoma lobatum
- Lepidostoma longipalpatum
- Lepidostoma longipenis
- Lepidostoma longipilosum
- Lepidostoma longiplicatum
- Lepidostoma longispina
- Lepidostoma longiusculum
- Lepidostoma lotor
- Lepidostoma luberoense
- Lepidostoma lumellatum
- Lepidostoma lydia
- Lepidostoma ma
- Lepidostoma macroceron
- Lepidostoma madagassicum
- Lepidostoma malaisei
- Lepidostoma malickyi
- Lepidostoma margula
- Lepidostoma martius
- Lepidostoma martynovi
- Lepidostoma medium
- Lepidostoma memotong
- Lepidostoma menoitios
- Lepidostoma mergarum
- Lepidostoma mesoplicatum
- Lepidostoma mexicanum
- Lepidostoma minus
- Lepidostoma mioshi
- Lepidostoma mirabile
- Lepidostoma mitchelli
- Lepidostoma modestum
- Lepidostoma montatan
- Lepidostoma morsei
- Lepidostoma moulmina
- Lepidostoma multicavatum
- Lepidostoma myohyangsanicum
- Lepidostoma nagana
- Lepidostoma nanseiense
- Lepidostoma naraense
- Lepidostoma navasi
- Lepidostoma nayarkot
- Lepidostoma neboissi
- Lepidostoma nigrescens
- Lepidostoma nudatum
- Lepidostoma nuristanicum
- Lepidostoma oaxacense
- Lepidostoma octobrius
- Lepidostoma octolobium
- Lepidostoma ojanum
- Lepidostoma olahi
- Lepidostoma olimpense
- Lepidostoma oma
- Lepidostoma ontario
- Lepidostoma opulentum
- Lepidostoma oreion
- Lepidostoma orientale
- Lepidostoma ormeum
- Lepidostoma ozarkense
- Lepidostoma palawanense
- Lepidostoma palawanensis
- Lepidostoma palmipes
- Lepidostoma palnia
- Lepidostoma palpale
- Lepidostoma parvulum
- Lepidostoma parvum
- Lepidostoma pastinium
- Lepidostoma pedang
- Lepidostoma pendulum
- Lepidostoma penicillatum
- Lepidostoma piceum
- Lepidostoma pictile
- Lepidostoma pilosum
- Lepidostoma piscinum
- Lepidostoma pluviale
- Lepidostoma podagrum
- Lepidostoma polylepidum
- Lepidostoma posdnjakovi
- Lepidostoma posticatum
- Lepidostoma pratetaiense
- Lepidostoma proavum
- Lepidostoma prominens
- Lepidostoma propriopalpus
- Lepidostoma pseudabruptum
- Lepidostoma pugnax
- Lepidostoma punjabicum
- Lepidostoma punkata
- Lepidostoma pusillum
- Lepidostoma qilini
- Lepidostoma quadrispinum
- Lepidostoma quaternarium
- Lepidostoma quercinum
- Lepidostoma quila
- Lepidostoma ramosum
- Lepidostoma ratanapruksi
- Lepidostoma rayneri
- Lepidostoma recina
- Lepidostoma rectangulare
- Lepidostoma recurvatum
- Lepidostoma reductum
- Lepidostoma reimoseri
- Lepidostoma relictum
- Lepidostoma rema
- Lepidostoma reosa
- Lepidostoma roafi
- Lepidostoma robustum
- Lepidostoma rufum
- Lepidostoma ryukyuense
- Lepidostoma sackeni
- Lepidostoma saka
- Lepidostoma salomatini
- Lepidostoma satoi
- Lepidostoma schwendingeri
- Lepidostoma scotti
- Lepidostoma semicirculare
- Lepidostoma senectute
- Lepidostoma septembrius
- Lepidostoma serratum
- Lepidostoma shanta
- Lepidostoma sibuyana
- Lepidostoma sichuanense
- Lepidostoma signicostale
- Lepidostoma sika
- Lepidostoma simalungense
- Lepidostoma simplex
- Lepidostoma simulans
- Lepidostoma sinuatum
- Lepidostoma siribhum
- Lepidostoma sjoestedti
- Lepidostoma sommermanae
- Lepidostoma sonomax
- Lepidostoma spathulatum
- Lepidostoma speculiferum
- Lepidostoma spicatum
- Lepidostoma squamosum
- Lepidostoma steelae
- Lepidostoma steineri
- Lepidostoma steinhauseri
- Lepidostoma stellatum
- Lepidostoma stigma
- Lepidostoma stubbei
- Lepidostoma styliferum
- Lepidostoma subanganum
- Lepidostoma subangulatum
- Lepidostoma subtortus
- Lepidostoma surashtra
- Lepidostoma surhamulatum
- Lepidostoma sylvaticum
- Lepidostoma tadshikistanicum
- Lepidostoma taichungense
- Lepidostoma taiwanense
- Lepidostoma talamancense
- Lepidostoma tamatavicum
- Lepidostoma tanmounense
- Lepidostoma tapanti
- Lepidostoma taunggya
- Lepidostoma taurocorne
- Lepidostoma tectore
- Lepidostoma tenellum
- Lepidostoma tenerifense
- Lepidostoma tesarum
- Lepidostoma textor
- Lepidostoma tiani
- Lepidostoma tibama
- Lepidostoma tibiale
- Lepidostoma timbaka
- Lepidostoma togatum
- Lepidostoma tridentatum
- Lepidostoma tridigitum
- Lepidostoma tsudai
- Lepidostoma tungyawense
- Lepidostoma turka
- Lepidostoma uinta
- Lepidostoma ulmeri
- Lepidostoma ulrikae
- Lepidostoma uncinatum
- Lepidostoma unicolor
- Lepidostoma ursinum
- Lepidostoma varithi
- Lepidostoma venulare
- Lepidostoma vernale
- Lepidostoma veroda
- Lepidostoma vibrissa
- Lepidostoma vicinum
- Lepidostoma viettei
- Lepidostoma vipera
- Lepidostoma vittatum
- Lepidostoma volsellatum
- Lepidostoma volutum
- Lepidostoma weaveri
- Lepidostoma weirjeinense
- Lepidostoma wigginsi
- Lepidostoma wliense
- Lepidostoma xolotl
- Lepidostoma xylochos
- Lepidostoma yakushimaense
- Lepidostoma ylesomi
- Lepidostoma yunnanense
- Lepidostoma zimmermanni